# Martin von Auen
Martin von Auen (bürgerlich Jörg Neubauer, * 31. Dezember 1966 in Bad Langensalza, DDR) ist ein deutscher Musiker, Produzent und Schriftsteller.

## Leben
1988 gründete Martin von Auen zusammen mit dem späteren Gitarristen der Rockgruppe Keimzeit, Rüdiger Feuerbach, die Band „Creativ“. Von 1991 bis 1992 legte von Auen eine kreative Pause ein, durchquerte zu Fuß Europa und gelangte schließlich bis Marokko.
2005 produzierte Martin von Auen sein erstes Soloalbum Himmel und Hölle, das im Chillout-Genre verortet war. 2006 erstellte er eine düster-rockige Coverversion des Neue Deutsche Welle-Hits Tri tra trullala (Herbergsvater). Danach gewann von Auen die Sängerin Frl. Menke dafür, ihre Neue-Deutsche-Welle-Hymne Hohe Berge im Industrial Style einzuspielen. Dem schloss sich die Idee und die Umsetzung des Albums „Deutsche Welle 2.0“an, auf dem er im gleichen Stil mit vielen weiteren Interpreten der „Neuen Deutschen Welle“, wie Michael Flexig (Combo Colossale), Paso Doble, Hubert Kah, Peter Hubert (UKW), Geier Sturzflug, Peter Behrens (Trio) und Ixi, zusammenarbeitete.
2012 gab es zwei Sendungen des kanadischen Internet-Senders CKCU FM 93.1 über die Arbeit von Martin von Auen.
Neben der Beschäftigung mit Coverversionen fuhr er fort, als Schreiber und Texter in seiner eigenen Band Seven Seals, die bis 2010 existierte, Songs zu veröffentlichen.
2013 tat sich von Auen mit Nicole Kolb zusammen, ehemalige Sängerin der Formation Mysterious Art. Sie entwickelten eine Neufassung des Titels Das Omen (Teil 1) von Mysterious Art (1989).

## Diskografie

### Eigene Projekte
- Schizophren ist Sexy (Album)
- Cover me (Album)
- Vater unser (Album)
- Afrika (Solo – Chillout-Musik)
- Unce open the Sea (Solo – ChillOut-Musik)
- Eye in the Sky (Solo – Chillout-Musik)

### Koproduktionen
- 1991: Zähne 91 – Erste Sampler der Erfurter Musikszene (u. a. Mandata, Schleimkeim, Anger 77, Schell-Lusche, Stachelbär, Green Hill, B. Just U.)
- 2005/2006: Frl. Menke – Hohe Berge/Major Tom (Deutsche Welle 2.0/NDW United) Timezone Records/MVA Records[5][1][6][7]
- 2005/2006: IXI – Knutschfleck/Major Tom (Deutsche Welle 2.0/NDW United) Timezone Records/MVA STAR Records
- 2005/2006: Geier Sturzflug – Pure Lust (Deutsche Welle 2.0/NDW United) Timezone Records/MVA STAR Records
- 2005/2006: Hubert Kah – Sternenhimmel / Major Tom (Deutsche Welle 2.0/NDW United) Timezone Records/MVA STAR Records
- 2005/2006: Peter Behrens (Trio) – Major Tom (NDW United) MVA Star Records
- 2005/2006: Michael Flexig (Combo Colossale) – Puppen weinen nicht (Deutsche Welle 2.0/NDW United) Timetone Records/MVA STAR Records
- 2005/2006: Paso Doble – Computerliebe (Deutsche Welle 2.0/NDW United) Timezone Records/MVA STAR Records
- 2005/2006: Peter Hubert (UKW) – Ich will (Timezone Records)[8][2][1][9]
- 2008: White Hair Production – Maybe Tomorrow Filmmusik US[10]
- 2008: KC O, Douwd – Bitch (MVA STAR Records)[11]
- 2009: Yvonne Wölke/Hanno Bruhn – Ohne ein Wort (Update-Media-Group/A&R Pisch Music)
- 2009: Tone – O25 FFM
- 2009: Songs of Lemuria – Meer (BMG/EDEL Records)
- 2010  Yvonne Wölke - Ohne ein Wort (Kontor New Media Music, im Auftrag von Update-Media-Group / A&R Pisch Music)
- 2010: Joe Rilla (heute Haudeegen) (Londoner Gotha)
- 2010: Gino Cazino (Centrum Erfurt)
- 2010: King Orgasmus (Centrum Erfurt/Londoner Gotha)
- 2010: Silla (Centrum Erfurt)
- 2010: Bass Sultan Hengzt (Centrum Erfurt)
- 2010: Atakan (Centrum Erfurt)
- 2010: Joka (Centrum Erfurt)
- 2010: Hasan Annouri (Centrum Erfurt)
- 2010: DJ Devin (Ex Bushido) (Londoner Gotha/Centrum Erfurt/O 25 FFM)
- 2010: MC Basstard (Londoner Gotha)
- 2010: Betty Bizzare (Blue Chip – Innsbruck, Österreich)
- 2012: Remix-Album – Reliquia (Remix-EP) Am Teich (Timezone)
- 2013: Dumm & Dümmer – Wir tanzen Polka (van Holt) – MVA STAR Records
- 2013: MAIDA (RTL Supertalent) Wanting of you
- 2013: Vortecs – Smooth Orleans (Jazz) MVA Star Records
- 2013: Franca Morgano – van Holt „Killer“ – Co-produktion mit Chris van Holt – MVA STAR Records[12]
- 2014: Nicole Kolb (Mysterious Art) Das Omen – MVA STAR Records[13]
- 2014: MC Basstard Das Omen – MVA STAR Records
- 2014: Hubert Kah – Sternenhimmel – Rockin Robotz Remix – MVA STAR Records
- 2014: Arabesque – Dancing in the Moonlight (MVA STAR Records)
- 2014: Michael Barakowski – Zeit die nie vergeht (MVA STAR Records)[14]
- 2014: Svenja Ottawa (RTL Supertalent) – Heaven under the Moonlight (MVA STAR Records)
- 2015: Illuminati – Gleichnamiges Album – MVA Star Records
- 2015: Andreas Hruska (RTL Supertalent)
- 2015: Tino Eisbrenner (Ex Jessica – Co-Produktion mit Berühmt Berüchtigt – MVA Star Records)[15]
- 2015: Video: Modekay – Blind Passenger – The Forest[16]
- 2016: Linkin Park – Burn it Down Remix (Charly Beck) – MVA STAR Records[17][18][19]
- 2016: Josh Grape – D Trance 72
- 2016: Die 3 Peheiros – Wir wünschen ein schönes Wochenende (Co-Produktion – Berühmt Berüchtigt – MVA STAR Records)[20]
- 2016: Karel Svoboda – 3 Haselnüsse für Aschenbrödel (Co-Produktion mit Berühmt Berüchtigt – MVA STAR Records)[21]
- 2016: Christian Bruhn – Die rote Zorra (Co-Produktion mit Berühmt Berüchtigt)[22]
- 2016: Nicolai – Ready to Flow (Co-Produktion mit berühmt Berüchtigt – MVA STAR Records)[23]
- 2017: Frl. Menke – Hohe Berge (van Holt) Dschungel Remix (MVA STAR Records)
- 2005–2018: Marco Kay Kegel (ehemals Studio 33)
- 2018 Illuminati / Robin Hirte - New World (MVA STAR Records)[24]
- 2018 Illuminati / Nik Page / Sonnendeck - Sei Bereit (MVA  STAR Records)[25]
- 2021 Anne Clark -Sleepers in Metropolis / Synaesthesia - Classics Re-Worked / Robin Hirte Remix (Co-Produktion mit Robin Hirte)
- 2022 Anne Clark - Our Darkness -Charly Beck Remix (Co-Produktion mit Charly Beck)